# Timofeï Morozov
Timofeï Savvitch Morozov (Тимофе́й Са́ввич Моро́зов), né en janvier 1823 à Moscou et mort le 10/22 octobre 1889 à Miskhor (dans le gouvernement de Tauride en Crimée), est un entrepreneur russe, marchand de la 1re guilde de Moscou qui fut à la tête de la Compagnie de la manufacture de Nikolskoïe et le fondateur d'une des lignées de la famille Morozov, famille des plus fortunées de Russie de cette époque.

## Biographie
Timofeï Morozov naît au sein d'une famille de vieux-croyants rigoristes dont le père, Savva Vassilievitch Morozov, est marchand-entrepreneur. il est le cadet des fils de la famille. Cependant, c'est à lui qu'on confie au début des années 1850 l'organisation et la gestion de la production et du commerce des usines. Il remplit les espérances de son père. Dès 1857, il acquiert des terres dans le gouvernement de Tver pour implanter une nouvelle usine, la manufacture de Tver, qui ouvre en 1859. En 1871, après s'être séparé des autres héritiers, Timofeï Savvitch change le nom de la compagnie familiale en maison de commerce « Savva Morozov, Fils et Cie », en étant le propriétaire principal de cette entreprise. Jusqu'à la fin de ses jours, il se consacre entièrement à son travail et à des œuvres de bienfaisance avec son épouse, bienfaitrice et mécène de renom, Maria Fiodorovna Morozova. Il parvient à donner des bases solides et à développer son entreprise.
Il est décoré de l'Ordre de Sainte-Anne « pour ses travaux spéciaux sur l'exposition industrielle et artistique panrusse de Moscou » (1882). Le gouvernement lui délivre le titre - spécialement créé pour lui - de conseiller-manufacturier.

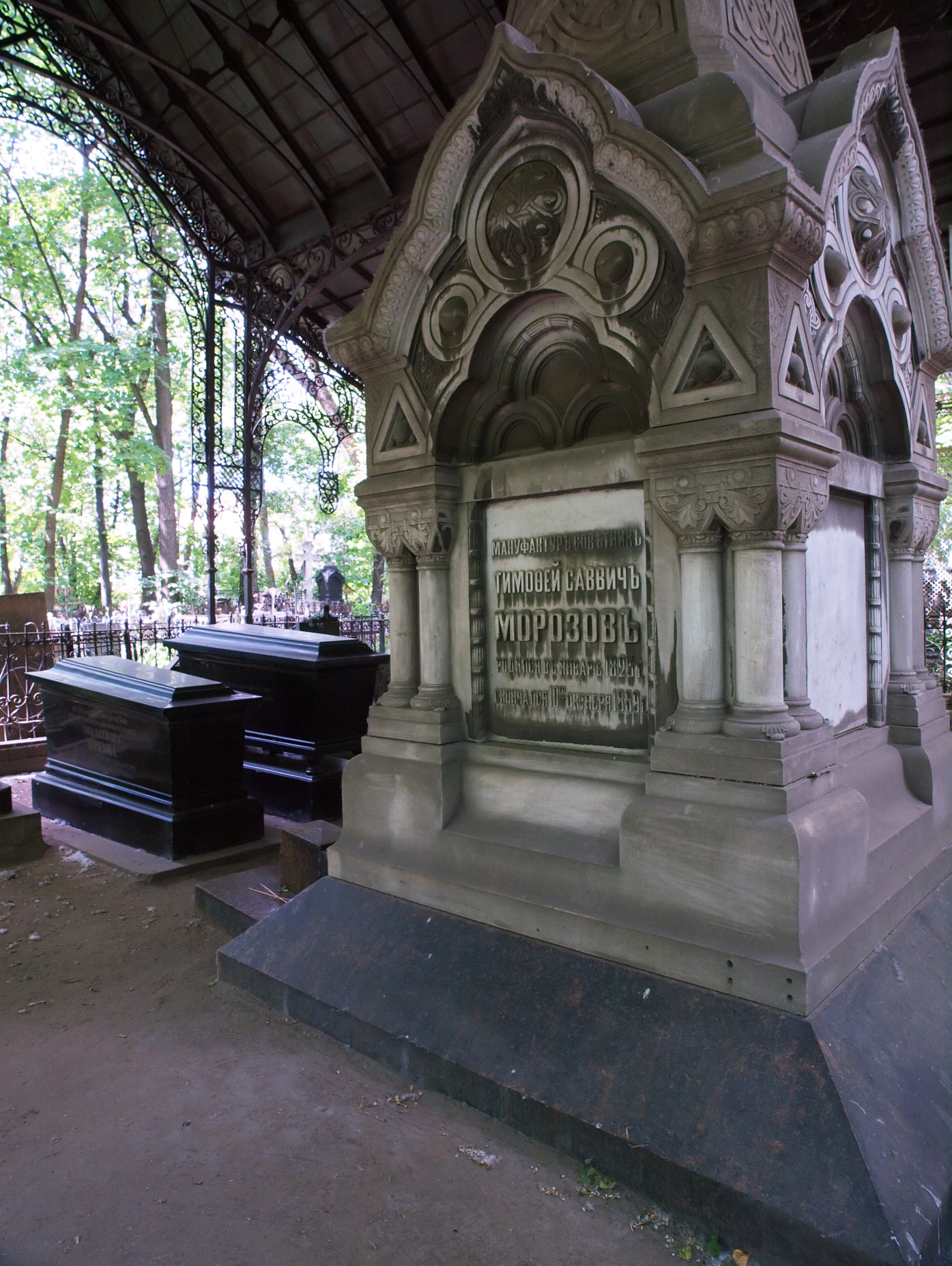
Tombe de Timofeï Morozov.

Il est dans sa vie très proche des slavophiles, soutient l'édition du journal slavophile Moscou, dirigé par Ivan Axakov et Ivan Babst.
Après une grève qui frappe son entreprise en 1885, il subit une attaque cardiaque et se retire peu à peu des affaires. Il meurt le 10 octobre 1889 dans sa villa de Miskhor en Crimée, laissant ses biens considérables à sa veuve, Maria Fiodorovna Morozova. Il est enterré au cimetière Rogojskoïe de Moscou.

## Entrepreneur
Timofeï Savvich a hérité de son père un complexe d'usines formant un combinat d'une superficie de 372,5 acres et situé à Nikolskoïe, dans les terres du village de Gorodichtchi et de Vaoulovo. Ce combinat réunissait dans une même unité six industries principales et neuf industries auxiliaires, ainsi que ses propres chemins de fer reliés aux gares de la ligne de chemin de fer de Moscou-Nijni Novgorod. La plupart de ses usines ont été fondées dans la première moitié du XIXe siècle. Timofeï Morozov s'efforce non seulement de moderniser les usines, mais de les intégrer. D'après l'historienne I. Potkina, une telle intégration est une preuve directe de la formation de la production de masse et du « capitalisme managérial ». Le but de Timofeï Savvitch est de créer un cycle complet de production pour les usines de son combinat textile: du travail du coton jusqu'à la vente du produit fini. De ce point de vue la manufacture des Morozov est pionnière en Russie.
C'est aussi le premier à faire venir du coton de Khiva et de Boukhara, juste après la réunion de ses territoires à l'Empire russe. Lors du premier congrès industrialo-commercial de 1870, c'est lui qui soulève la question de la nécessité de résoudre les problèmes de transport dans le but de baisser les prix de transfert de coton d'Asie centrale en Russie centrale. Il décrit l'importance de créer une compagnie spécialement destinée au commerce, de l'achat du coton jusqu'à sa vente en Russie.
En tant que directeur, Timofeï Savvitch s'intéresse à des degrés divers à la production, à la qualité du produit, à l'état du matériel, aux problèmes du recrutement de la force de travail, aux salaires, à la discipline interne, aux projets de construction, etc. Mais les recherches de Morozov portent surtout sur le processus technologique et la qualité de la production. Il est connu que Morozov ne fait pas spécialement appel à la réclame, estimant que la qualité de ses produits parle d'elle-même. La Compagnie de la manufacture de Nikolskoïe « Savva Morozov, Fils & Cie » ne communique sur elle-même que dans des publications spécialisées, notamment pour les expositions panrusses ou universelles.
Morozov comme d'autres entrepreneurs russes de l'époque est à l'origine de la fondation du département moscovite de la Société russe pour la promotion de l'industrie et du commerce. Elle est solennellement inaugurée le 30 mars 1885 au Musée polytechnique de Moscou. Ce département suscite grandement l'intérêt des milieux d'affaires moscovites, pour résoudre des problèmes d'actualité, non seulement dans la région, mais dans toute la Russie.

## Œuvres sociales et philanthropiques

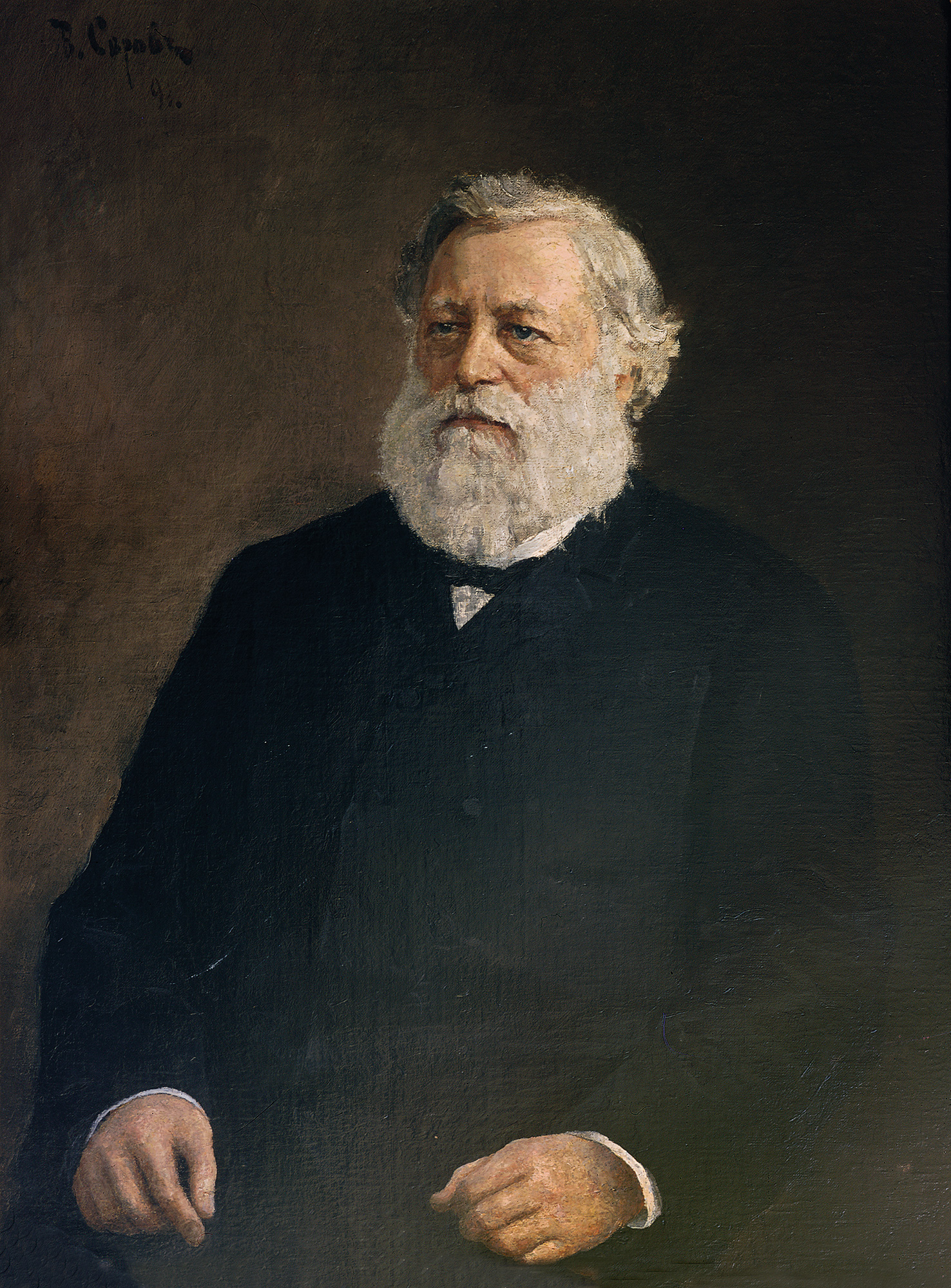
Timofeï Morozov à la fin de sa vie par Valentin Serov.

Timofeï Morozov se dédie dès 1868 à des œuvres sociales qu'il poursuit toute sa vie. La liste de ses activités de bienfaisance est longue. De plus il est membre élu de la Douma municipale et la dirige de 1866 à 1876. Il est membre du département moscovite du Conseil du commerce et des manufactures (organe de consultation du ministère des finances) et de beaucoup d'autres.
Au nom des industriels moscovites, il défend des mesures de protection dans le domaine de la politique économique générale du gouvernement. Il donne son concours financier au premier congrès de l'industrie et du commerce de 1870, où il soulève la question du développement de la filière cotonnière en Asie centrale. Au deuxième congrès de 1882, il dirige les travaux de deux des sept départements: les communications commerciales, et les communications télégraphiques et postales.
Fervent partisan du développement accéléré de l'industrie nationale et du personnel technique national, Morozov a été le fondateur des bourses de l'École technique de Moscou permettant aux jeunes scientifiques de voyager à l'étranger. Puis il en recruta plusieurs pour ses propres usines. Morozov est membre aussi de la Société de soutien des étudiants nécessiteux à l'Université de Moscou.
Morozov est connu aussi comme donateur dans le domaine de la santé, non seulement en Russie, mais également en Serbie. C'est grâce à ses efforts qu'un hôpital militaire est ouvert à Belgrade. Il est aussi à l'initiative de la fondation de la clinique gynécologique de Devitche Pole à Moscou, et fait agrandir les cliniques psychiatriques Preobrajenskaïa et Alexeïevskaïa de Moscou .
Dans son testament, Timofeï Morozov demande à ses enfants de laisser 5% de leur héritage en soutien à leurs prochains pauvres dont 100 000 roubles aux malades psychiatriques de Moscou. Par la suite, tous les enfants de Timofeï et Maria Morozov seront eux-mêmes mécènes et bienfaiteurs

## Famille
- Père: Savva Vassilievitch Morozov (1770-1862), premier des marchands de la dynastie des Morozov, fondateur de la manufacture de Nikolskoïe (Orekhovo-Zouïevo) et de la manufacture de Bogorodsk (Noguinsk aujourd'hui).
- Mère: Ouliana Afanassievna Morozova (1778-1861).
- Épouse: Maria Fiodorovna Morozova (1830-1911), une des femmes entrepreneuses les plus connues de Russie.

De cette union, sont issus:
- Elena (morte en bas âge);
- Anna (1849-1924), épouse en 1869 l'historien Guennadi Karpov (1839-1890);
- Alevtina (1850-1876), épouse en 1876 le docteur en médecine Vassili Felixovitch Strimon (1840-1911);
- Alexandra (1854-1903), épouse en 1875 le noble Alexandre Alexandrovitch Nazarov (1849-1900), un des directeurs du directoire de la manufacture de Nikolskoïe;
- Ivan (1855-1858);
- Arseni (1857-1858);
- Ioulia (1858-1920), épouse le 11 juillet 1878 Grigori Krestovnikov (1855-1918);
- Lioudmila (1859-1860);
- Savva (1862-1905), directeur de la manufacture de Nikolskoïe, mécène, épouse en 1888 Zinaïda Morozova née Zimina (1867-1947);
- Sergueï (1863-1944), organisateur du Musée de l'artisanat, épouse Olga Vassilievna Krivocheïna (1866-1953), sœur cadette de l'homme politique Alexandre Krivocheïne (1857-1921).

## Source de a traduction
- (ru) Cet article est partiellement ou en totalité issu de l’article de Wikipédia en russe intitulé « Морозов, Тимофей Саввич » (voir la liste des auteurs).